# Ostroverkhovana borealis
Ostroverkhovana borealis är en tvåvingeart som beskrevs av Lyudmila Komarova 2002. Ostroverkhovana borealis ingår i släktet Ostroverkhovana och familjen sorgmyggor. Inga underarter finns listade i Catalogue of Life.